# Xyletobius fraternus
Xyletobius fraternus là một loài bọ cánh cứng thuộc họ Ptinidae.